# Майколл Каньїсалес
Майколл Каньїсалес (англ. Maycoll Cañizalez, нар. 28 грудня 1982, Кесальтепеке) — канадський футболіст, що грав на позиції півзахисника. Виступав за низку німецьких клубів, а також національну збірну Канади.

## Клубна кар'єра
Майколл Каньїсалес народився у Сальвадорі, в дитинстві перебрався до Канади, де й розпочав займатися футболом. У 2001 році Каньїсалес розпочав грати в другій команді німецького клубу «Вердер», в якій грав до 2004 року. У 2004—2006 роках канадець сальвадорського походження грав у складі другої команди клубу «Ганновер 96». У 2006—2007 роках футболіст грав за нижчоліговий німецький клуб «Обернойланд».
У 2007 році Каньїсалес став гравцем канадського клубу Major League Soccer «Торонто», проте ще в цьому ж році повернувся до Німеччини до нижчолігового клубу «Боннер», у якому грав до 2010 року. У 2010—2021 роках канадський футболіст грав у нижчолігових та аматорських німецьких клубах «Фортуна» (Кельн), «Росбах-Вершайд», «Ольденбург», «Єддело» та «Ганза Фрізойте», після чого завершив виступи на футбольних полях.

## Виступи за збірні
У 2001 році Майколл Каньїсалес грав у складі молодіжної збірної Канади на молодіжному чемпіонаті світу 2001 року.
У 2003 році Каньїсалес грав у складі національної збірної Канади. У складі збірної був учасником розіграшу Золотого кубка КОНКАКАФ 2003 року. Протягом року зіграв у складі національної збірної 5 матчів, забивши один гол, після чого до збірної не залучався.